# 戴鈞衡
戴鈞衡（1814年—1855年），表字存莊，號蓉洲，安徽省桐城縣孔城人，桐城派文學家，因研究尚書眾家注疏，著有《书传补商》十六卷。「南山案」主角戴南山的後代，搜集南山遗篇，編為《戴南山先生全集》。
蓉洲清仁宗嘉庆九年生，二十許，刻《蓉洲初稿》，恃才傲物，讀方東樹《昭昧詹言》後，再不敢得意，並效方氏。道光二十年（1840年） ，筹建桐乡书院。清宣宗道光二十九年（1849年）舉人，與给事中吕贤基、御史陳慶鏞、户部尚書罗淳衍友好，並得到曾國藩賞識。
清文宗登基，蓉洲居燕京，奏議論政，未獲重視。不久，太平天國破桐城，蓉洲妻小皆死於兵乱，悲痛不已，咸豐五年（1855年）九月十六，呕血而卒。